# HD 44594
HD 44594 (HR 2290 / HIP 30104 / SAO 217861) es una estrella en la constelación de Puppis —la popa del Argo Navis— de magnitud aparente +6,59. Está situada en el extremo suroeste de la constelación, al noroeste de Canopo (α Puppis), noreste de β Pictoris y oeste de τ Puppis.
HD 44594 es una enana amarilla de tipo espectral G1.5V con una temperatura superficial de 5840 K.
Es un posible gemelo solar, ya que posee unas características físicas muy parecidas a las de nuestra estrella.
Tiene una masa un 8% mayor que la masa solar y, con un diámetro aproximadamente un 11% más grande que el del Sol, gira sobre sí misma con una velocidad de rotación proyectada de 2,7 km/s.
Sin embargo, su luminosidad es un 25% mayor que la solar, mientras que su contenido en metales —entendiendo como tales aquellos elementos distintos al hidrógeno— es un 40% mayor que el del Sol.
Su edad varía, según la fuente consultada, entre los 4100 y los 5500 millones de años.
HD 44594 se encuentra a 83,8 años luz de distancia del sistema solar. Las estrellas conocidas más próximas a ella son los sistemas estelares HD 41700 y HD 41742, ambos a menos de 8 años luz.